# 21510 Chemnitz
21510 Chemnitz este un asteroid din centura principală de asteroizi.

## Descriere
21510 Chemnitz este un asteroid din centura principală de asteroizi. A fost descoperit pe 22 mai 1998 la Socorro, New Mexico, în cadrul proiectului LINEAR. Asteroidul prezintă o orbită caracterizată de o semiaxă mare de 2,75 ua, o excentricitate de 0,10 și o înclinație de 2,5° în raport cu ecliptica.